# Drakblomma
Drakblomma (Dracocephalum ruyschiana) är en växtart i familjen Kransblommiga växter.